# حسین‌آباد دهنه
حسین‌آباد دهنه، روستایی از توابع بخش مرکزی، شهرستان کرمان در استان کرمان ایران است.

## جمعیت
این روستا در دهستان اختیارآباد قرار دارد و براساس سرشماری مرکز آمار ایران در سال ۱۳۹۵، خالی از سکنه دائم بوده‌است.